# Roland TR-808

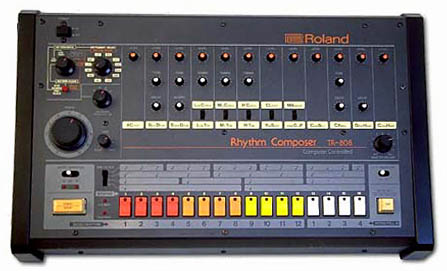
La Roland TR-808

La TR-808, spesso chiamata semplicemente 808, è una drum machine progettata dalla Roland nel 1980. Fu una delle prime drum machines programmabili, con la quale gli utenti potevano creare i propri ritmi senza limitarsi a quelli predefiniti.
La 808 è uno strumento completamente analogico. Prodotta prima che la musica elettronica raggiungesse le grandi masse, fu un insuccesso commerciale per la Roland, criticata a causa dello scarso realismo dei suoni rispetto alla ben più costosa concorrente Linn LM-1. Furono prodotti circa 12.000 esemplari. Roland ritirò il prodotto nel 1983, e commercializzò il suo successore, la Roland TR-909, a partire dal 1984.
Nel corso del decennio, la 808 divenne oggetto di culto da parte di molti musicisti underground per il suo suono sintetico e rivoluzionario. Divenne un simbolo dei neonati generi dance e hip hop, e fu popolarizzata da hit come "Planet Rock" di Afrika Bambaataa (1982) e "Sexual Healing" di Marvin Gaye (1982). Ad oggi, la 808 è considerata una delle invenzioni più influenti sulla musica pop, al pari di quello che la Fender Stratocaster rappresenta per la musica rock. 
Le quotazioni sul mercato dell'usato di una TR-808 sono oggi molto alte, trattandosi di una macchina tuttora ricercata tanto dai collezionisti di materiale vintage quanto dai produttori musicali; questo avviene nonostante i suoni dell'808 siano facilmente reperibili in moltissime librerie di suoni o su internet. 
Il sistema a sequencer di questa drum machine è tuttora utilizzato dai software di produzione musicale come Logic Pro o Fruity Loops per la costruzione delle composizioni musicali: questi programmi infatti riproducono quelli che su questa macchina sono i tasti numerati e colorati, che andavano premuti per costruire il beat e che ora vengono cliccati.
I suoi suoni sono ancora oggi ampiamente utilizzati in produzioni hip-hop e di musica elettronica.